# ロバート・ムガベ
ロバート・ガブリエル・ムガベ（Robert Gabriel Mugabe、1924年2月21日 - 2019年9月6日）は、ジンバブエの政治家。ジンバブエ首相（初代）、大統領（第2代）、アフリカ統一機構議長（第35代）、アフリカ連合議長（第13代）、ジンバブエ・アフリカ民族同盟代表、ジンバブエ・アフリカ民族同盟愛国戦線代表（初代）などを歴任した。1980年に首相に就任して以来、37年間にわたってジンバブエに君臨したが国防軍にクーデターを起こされ、2017年11月21日に大統領を辞任した。黒人民族主義者およびマルクス主義者である。
大統領に就任して数年の頃は世界中から称賛されたが、後に「世界最悪の独裁者」と呼ばれた。ムガベが「世界最悪の独裁者」と呼ばれるようになったきっかけは、1990年代末に始まった白人財産の補償なしの徴収にあった。失政、暴言、汚職、拷問、地位を利用した蓄財、選挙不正、病気の流行、食糧不足とあらゆる問題や疑惑が持ち上がり、「殺人暴君」とも呼ばれた。その一方で、ムガベは意図的に人種を政治的に利用した点で、現代のポピュリストの先駆けという指摘がある。

## 概要
西マショナランド州ジンバ郡出身。師範学校での勤務を経て政治運動に参加した。ローデシア紛争では白人政権による人種差別政策に対抗すべく黒人の抵抗闘争を展開し、ローデシア政府を率いるイアン・スミスと対立した。しかし、ジンバブエ・アフリカ民族同盟を率いて総選挙で大勝したことから、1980年にジンバブエが正式に成立すると初代首相に就任した。
その後、ジンバブエの政体が議院内閣制から大統領制に移行するのに伴い、従来は儀礼的な役割のみを担ってきた大統領に権限が集中することになった。それに合わせて、1987年に第2代大統領に就任した。初代首相に就任して以来、合計35年以上にわたってジンバブエを率いた。順調な経済成長を達成するとともに、教育水準の向上や医療の改善を達成し、その治世は「ジンバブエの奇跡」と称賛された。ところが、2000年代以降は白人農場の強制収用など過激な政策を打ち出して経済が混乱、ハイパーインフレーションが発生するに至った。
複数の学位を所持し、アフリカでもっとも教育水準が高い指導者とも評されていた。反植民地闘争を展開してジンバブエの独立に道筋をつけた英雄として、アフリカでは今なお一定の敬意を払われている。アフリカ統一機構議長やアフリカ連合議長といった国際機関の要職も歴任した。
その一方で、あまりにも長期にわたる政権維持により、政治手法が独裁と批判された。2008年の大統領選挙、および、議会の総選挙では野党勢力に敗北したとみられているが、選挙結果の公表を拒んで野党勢力に弾圧を加え、政権を維持した。これらの行為が人権蹂躙と指摘され、ヨーロッパの国々やオーストラリアなど、多くの先進国から入国禁止措置が取られている。ただし、日本は入国禁止措置を採っていないため、人権蹂躙が取り沙汰されるようになってからも、国際会議出席のため複数回来日している。
2017年11月15日、国防軍によってクーデターが企図され、一週間足らずの間に辞任した。
2019年9月6日、シンガポールにて老衰により95歳で死去。

## 来歴

### 生い立ち
1924年2月21日、英領南ローデシアのソールズベリー（現在のハラレ）の北東に位置するズヴィンバ地区クタマの伝道団で育つ。ムガベの父はマラウィ人と考えられる。カトリック教徒として育てられ、マリスト会やイエズス会の学校で教育を受けた後に17歳で教員資格を取得。その後、南アフリカ共和国のフォートヘア大学で英語と歴史学を専攻する。この間にムガベと同世代で後にアフリカ諸国の指導者となったジュリウス・ニエレレ、ハーバート・チテポ、ロバート・ソブクウェ、ケネス・カウンダらと出会い、1951年に同大学で文学士（歴史学と英語専攻）を取得した。
1952年から南アフリカのドライフォンタイン、ソールズベリー、グウェロ、そしてタンザニアなどを経て南アフリカ大学で経済学士を取得した。また、その後も通信教育でさらに6つの学位（南アフリカ大学から教育学士と行政学士，ロンドン大学通信課程から理学士（経済学専攻），法学士，理学修士（経済学専攻），法学修士，2つの法学の学位は収監中に，理学修士はジンバブエ首相在任中に取得した）を取得している。また学位は取得していないがロンドン・スクール・オブ・エコノミクスにも籍を置いていた。このように多数の学位を保持していたため、アフリカでもっとも教育水準が高い指導者とも言われている。1958年、ガーナのアクラで師範学校に就職し、後に最初の妻となるサリー・ハイフロンと出会う。

### 反植民地闘争

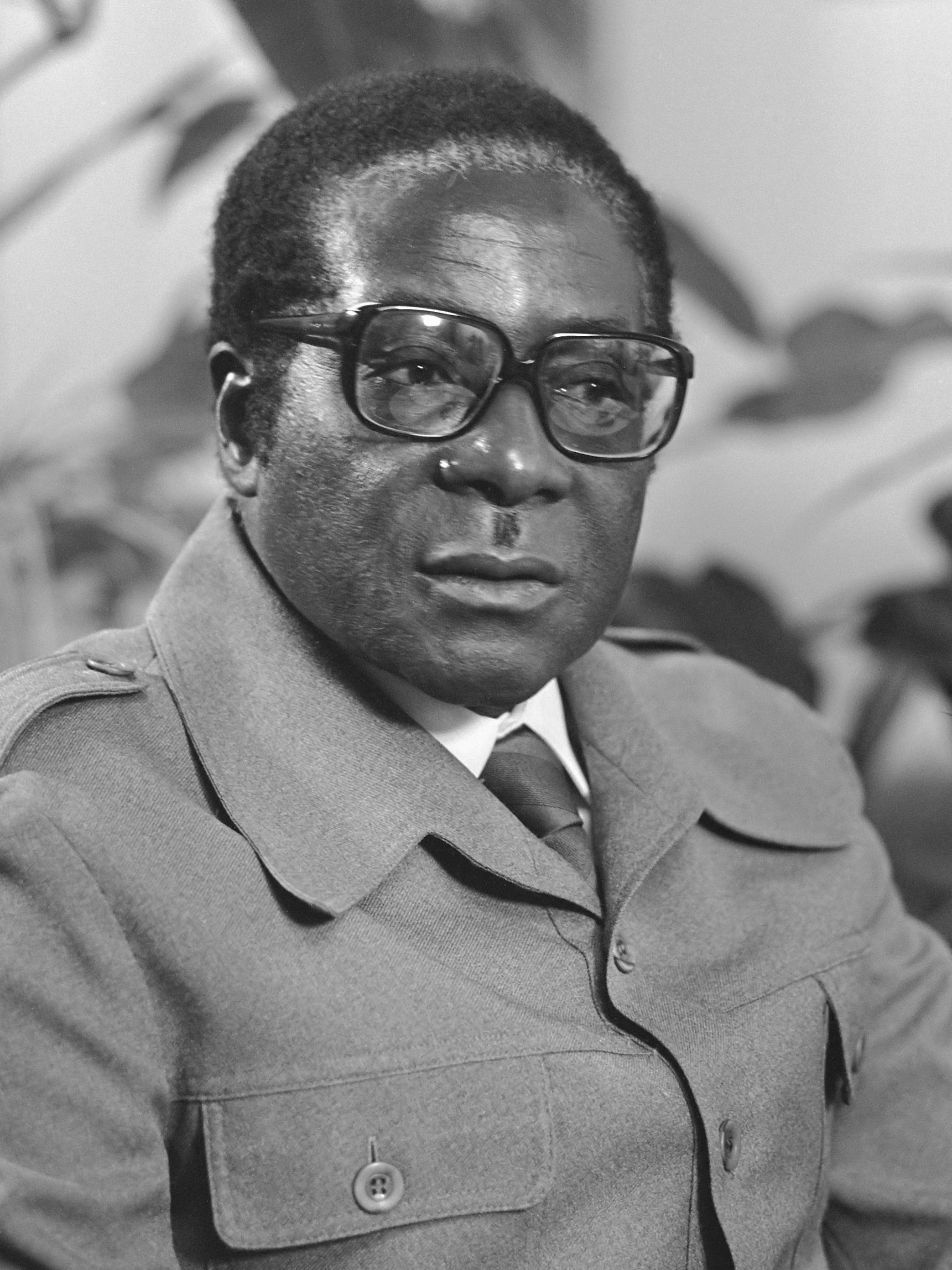
ロバート・ムガベ（1979年）

1960年南ローデシアに帰国したムガベは、マルクス主義に傾倒するようになった。ムガベはジョシュア・ンコモ率いる国民民主党（NDP）に参加する。同党は、ローデシアを支配していたイアン・スミス白人政権によって禁止され、後にジンバブエ・アフリカ人民同盟（ZAPU）となる。1963年ジンバブエ・アフリカ人民同盟を離党し、同党と対立関係にあってタンザニアで結成されたジンバブエ・アフリカ民族同盟（ZANU）にンダバニンギ・シトレ師と法律家のハーバート・チテポとともに参加する。ZANU党首となったチテポは、ムガベを党書記長に任命した。
1964年、ムガベは、ンコモ、エドソン・ズヴォブゴらとともに逮捕、拘留された。10年間を獄中で過ごす中、法律を学ぶ。1974年、釈放されたムガベはモザンビークに出国し、そこで中華人民共和国の軍事支援や毛沢東思想の影響を受けるようになり、ジンバブエ・アフリカ民族解放軍（ZANLA）を結成してイアン・スミス率いるローデシア政府軍と武装闘争に突入した。この関係により、後の1980年代に至るまでジンバブエ最大の武器供給国は中国だった。一方、ンコモは中ソ対立で中国と対立するソビエト連邦の支援を受けてジンバブエ人民革命軍（ZIPRA）を結成して対抗した。南アフリカでは、ZAPUがアフリカ民族会議の同盟者であった際にはこれと対立して中国の支援を受けた汎アフリカ主義者会議を支持していた。
1975年3月18日、チテポはザンビア滞在中に乗っていた車に仕掛けられた爆弾によって暗殺された。事件をめぐり、ZANLA司令官のジョサイア・トンゴガラは、ザンビアのケネス・カウンダ政権によって非難された。ムガベは、モザンビークによってZANUがコントロールを受けていると一方的に仮定した。ンダバニンギ・シトレとの論争後、ムガベは、ZANU内でシトレら穏健派と袂を分かち、
武闘派の分派「愛国戦線」を組織した。1977年、イギリスとアメリカはローデシア制憲会議の開催を試みたが、ムガベはアメリカの直接的関与を拒否した。

### 首相・大統領として

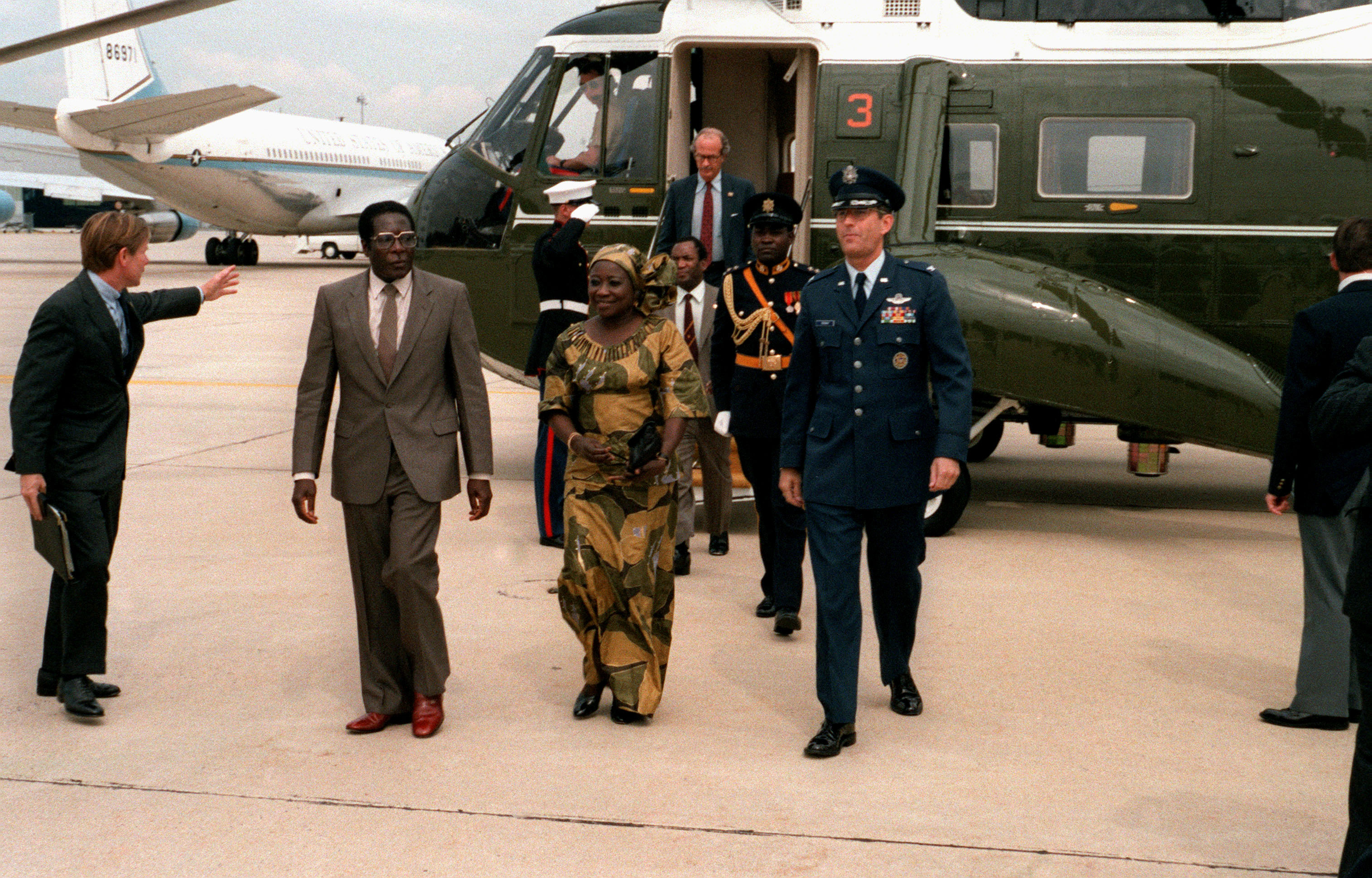
アメリカ訪問後、アンドルーズ空軍基地から出発しようとしているムガベ首相（1983年）

南アフリカのバルタザール・フォルスター大統領の説得により、スミス政権は、少数派である白人による、圧倒的多数派の黒人を支配する「アパルトヘイト」が限界に来たことを受け入れざるを得なかった。1978年3月3日スミス政権と、アベル・ムゾレワ司教、シトレら黒人穏健派指導者は、ソールズベリーの総督官邸で停戦協定に調印した。協定の結果、暫定政権樹立を準備すべくローデシア総督ソームズ卿の下、議会選挙を実施することになった。暫定国家ジンバブエ・ローデシアの新議会選挙は、暴力を放棄した唯一の黒人政党でムゾレワ司教、カナーン・バナナに率いられた統一アフリカ民族会議（統一アフリカ国民会議, UANC）が勝利した。しかし、選挙後もイギリスおよびアメリカは、ローデシアに対する制裁を継続した。1979年9月イギリス政府は、ジンバブエ・ローデシアの全政党に呼びかけランカスター・ハウスにおいて会議を開催した。この会議には、イアン・スミス、ムガベ、ンコモ、エドガー・テケレ、チェンジェライ・フンズヴィ、エドソン・ゾヴォブゴらが参加し、1980年2月に選挙を実施することが決定した（ランカスター・ハウス協定）。
選挙は、不正や疑惑にみちたものであったが、ムガベ率いるZANUは、ランカスター・ハウス協定であらかじめ白人勢力に割り振られた20議席を除く、80議席中、57議席を獲得した。選挙後、ショナ人の圧倒的な支持を背景にムガベは1980年3月4日初代首相に就任した。政権獲得直後のムガベはスミス元首相ら白人旧政権指導者に対し努めて寛容な態度で臨んだ。白人社会との融和政策は「アフリカでの黒人による国家建設のモデル」と称賛され、1988年には第2回アフリカ賞を授与された。当初は白人の協力も得て順調に経済運営を行い、教育や医療に資金を充てたことで低い乳児死亡率とアフリカ最高の識字率を達成し、「ジンバブエの奇跡」として絶賛された。
1987年12月31日に大統領に就任。1994年にはイギリスのジョン・メージャー政権下でGCBを授与された。これらの功績により、2015年に中華人民共和国から孔子平和賞が贈られた（後に受賞を固辞）。

### 過激化

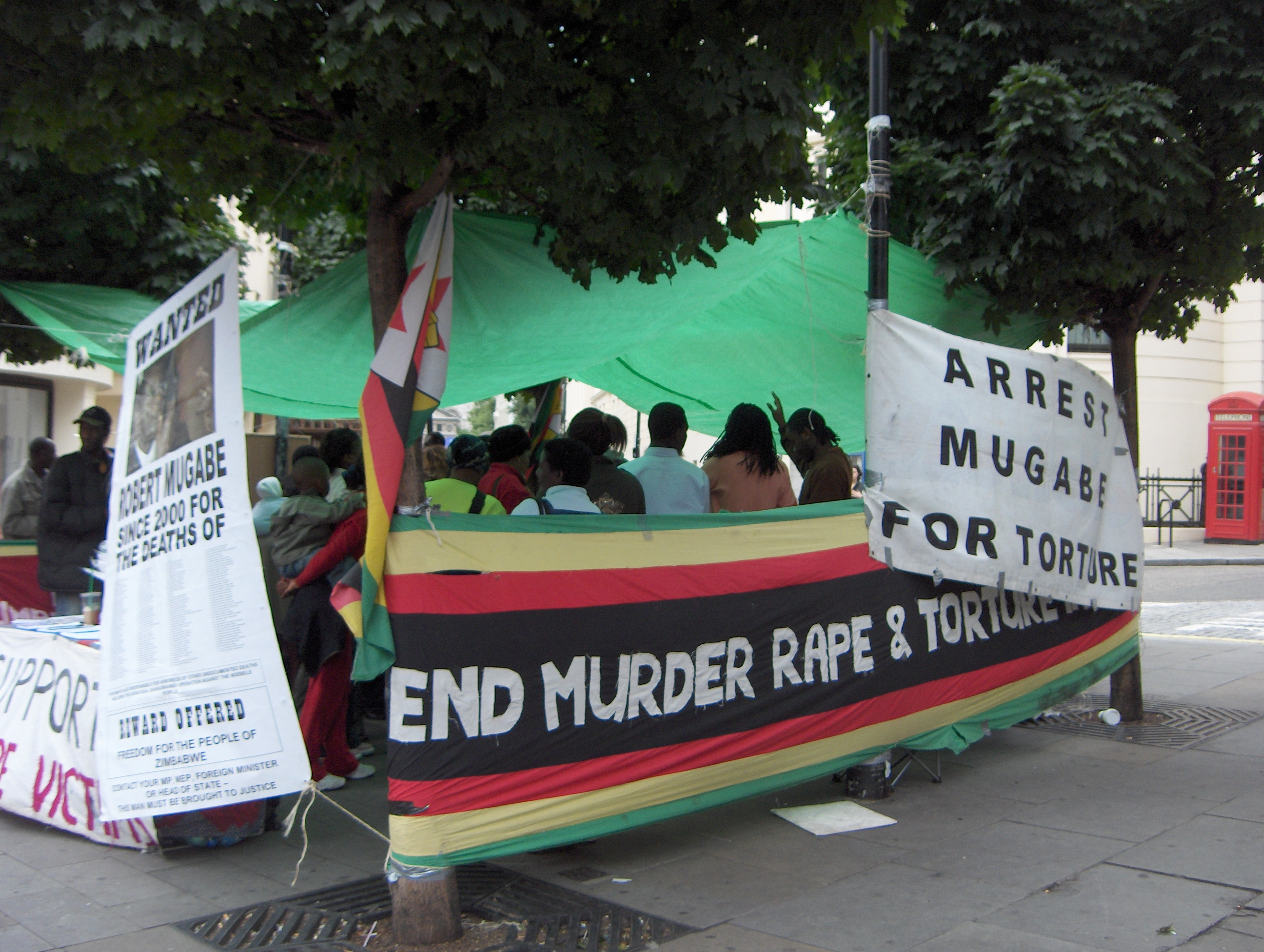
ロンドンのジンバブエ大使館前でのムガベ政権に対するデモ（2006年）

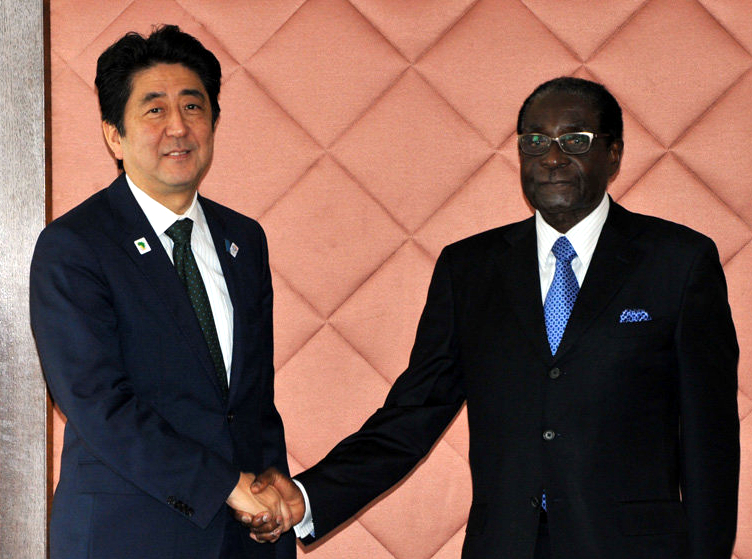
2013年6月1日、神奈川県横浜市にて内閣総理大臣安倍晋三（左）と

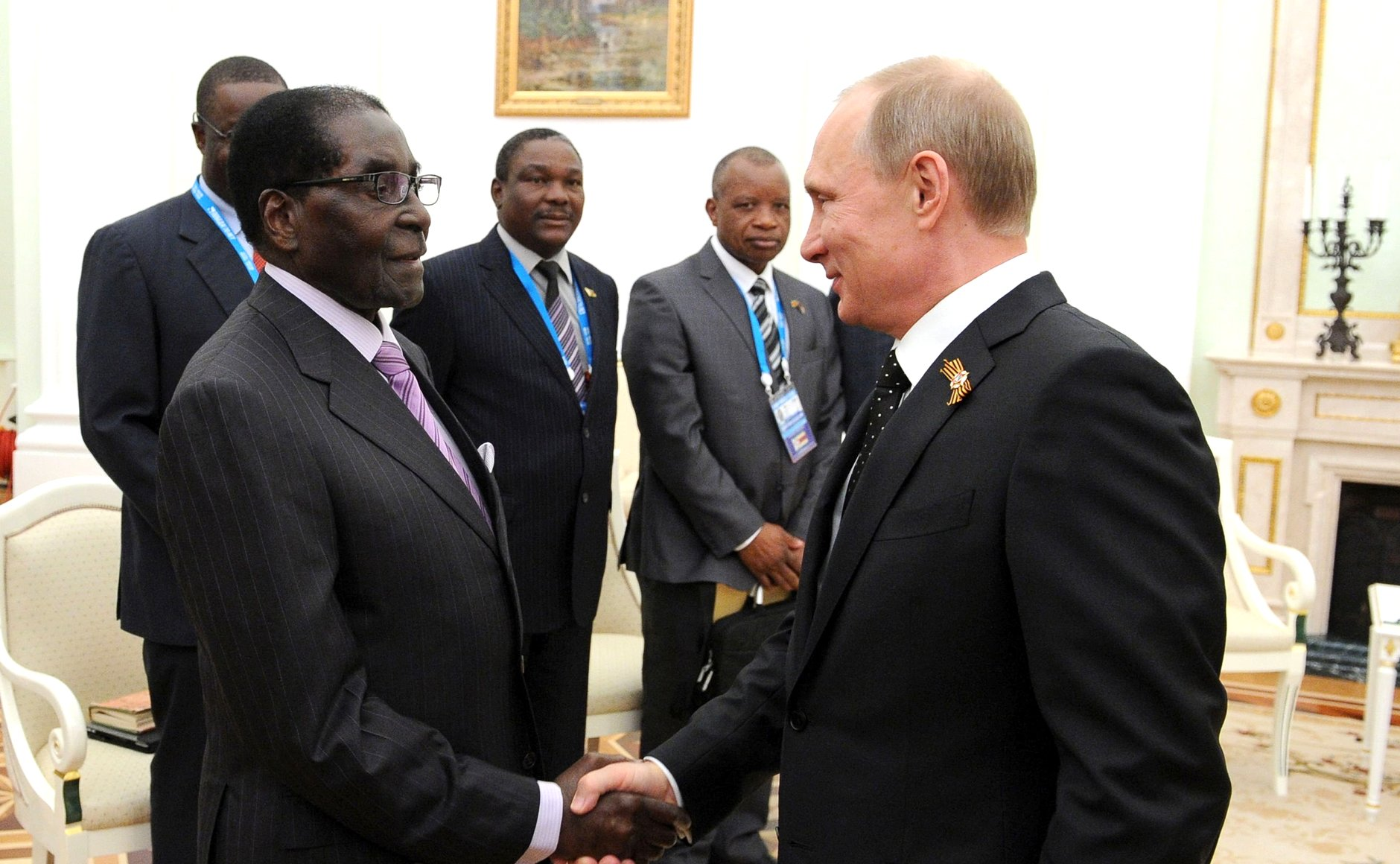
2015年5月10日、ロシア連邦大統領ウラジーミル・プーチン（右）と

しかし2000年代に入ると白人に対する不寛容な政策に転じた。白人農場の強制収用など自身の政策の失敗から、それまで比較的安定していたジンバブエの経済はたちまち崩壊し、貧富の格差が拡大した。ジンバブエ・ドルのインフレーションを招き、インフレーション率は16万5000%、失業率は80%にも上がり、犯罪の増加やコレラ・エイズの蔓延なども重なり社会不安が広がった。
インフレ率は上がり続けており、2008年6月時点では220万％のハイパーインフレーションを記録した。さらに批判勢力を強権的な手法をもって封じる政策を行う事によって、ジンバブエは極めて混乱した状態となっている。2002年には、事態を重く見た英連邦が、ジンバブエを同連邦からの1年間の資格停止処分を決定。その際に、ジンバブエ糾弾の急先鋒だったのが、豪州のジョン・ハワード首相（当時）である。翌2003年12月7日、ジンバブエは英連邦を正式に脱退する。2005年8月には憲法を改正させ、白人農場の強制収用明記や、一時廃止していた上院（定数：93、民選議席：60、任命議席：33）を強引に復活させる。同年11月の選挙で圧勝し支配体制を強化した。
2008年3月29日に行われた大統領・議会選挙において、野党勢力に敗北したと見られているが、選挙終了後も長期にわたって選挙結果を公表せず、それを批判した野党勢力や支持者に徹底した弾圧を加えたことで国内外から強い批判を受けたが、引き続き政権に固執する姿勢を見せた。対立候補であるモーガン・ツァンギライが政権側からの弾圧を理由に撤退を決めたことから、同年6月27日に行われる決選投票での不戦勝が確定した（2007年9月に改正された憲法で、任期が6年から5年に短縮されている）。また、ムガベ自身は一時退任を模索していたものの、不満を持つ軍部や治安機関に押し立てられ政権に固執しているとの説もある。同年9月15日、ツァンギライと連立政権作りの合意文書に署名し、初めて権力の一部を敵対勢力に委ねた。2008年6月、一連の政治的混乱などを理由にGCBを剥奪された。ナイトの称号が剥奪されたのは、ルーマニアの独裁者ニコラエ・チャウシェスク以来2人目であった。
2009年1月26～27日に南アフリカにおいて南部アフリカ開発共同体緊急首脳会議が開催され、ツァンギライを首相に任命するよう勧告が行われた。ムガベはこの勧告を受け入れ、包括的政府が成立した。また大統領選挙についても憲法改正後に行うことで与野党が合意した。2013年3月に新憲法が国民投票によって承認され、2013年7月31日に大統領選挙が行われた。ムガベはこの選挙で61%の票を獲得し、ツァンギライを下し6度目の勝利を収めた。ツァンギライは不正選挙があったとして選挙無効を訴えたが、アフリカ連合（AU）や南部アフリカ開発共同体（SADC）は選挙結果を支持している。
ムガベは2017年時点で世界最高齢の国家元首だったため、2016年3月に訪日したときには内閣総理大臣の安倍晋三から「アフリカの長老」と呼ばれた。
2016年12月17日、与党ZANUは2018年に予定される大統領選挙の候補者としてムガベを指名、南西部の都市マスビンゴにて開催された同党の年次党大会において承認された。当選すれば7期目であり、7期目も無事任期満了に至れば実際に100歳近くまで在職することになるが、これはかつてムガベが飛ばしたという「100歳になるまで統治する」という冗談が現実のものとなる事態であった。
2017年7月に世界保健機関 (WHO)事務総長に就任したテドロス・アダノムはジンバブエの衛生状況を高く評価しており、同年10月にムガベをWHO親善大使に任命する意向を示したところ抗議が殺到したため、10月22日に撤回に追い込まれた。
ムガベ自身は90歳を超えても後継者の指名や、自身の退任に関して言及することを避けてきたが、後継をめぐる争いがグレース・マルフ夫人と、軍の支持を得るエマーソン・ムナンガグワとの間で勃発する。2017年11月6日にムガベがムナンガグワを第1副大統領から解任したことで国防軍が反旗を翻し、事実上のクーデターを企図。ムガベは自宅軟禁下に置かれ、軍が国家権力を掌握したが、2018年の大統領選挙より前の辞任を拒否していた。11月17日には大学の卒業式に参加し、国防軍に自宅軟禁下に置かれて以来初めて公の場に登場。11月19日にZANU-PF党首を解任され、党からも追放された。21日、議会ではムガベがグレース夫人に権力奪取を許したことを理由に弾劾手続きを開始。同日、ムガベは辞表を提出し、37年間に及ぶ長期政権に幕が下りた。

### クーデター後
2017年12月、退陣したムガベには公邸や高級自動車などが支給され、引き続きジンバブエで暮らし続けた。しかし、ムナンガグワとの対立はクーデター後も終わらず、2018年の大統領選挙では再選を目指すムナンガグワではなく野党・民主変革運動のネルソン・チャミサ議長を支持すると表明したがムナンガグワが再選。同年9月、夫人の母親の通夜の席で選挙結果を受け入れることを表明し、ムナンガグワとの和解を示唆した。
2018年11月、政府はムガベが高齢と病気のため立って歩けない状況であることを発表。2019年4月には、約1カ月の予定でシンガポールの病院で治療を開始したが、9月6日に95歳で死去。
国葬が9月14日、首都ハラレ市内の国立競技場で執り行われた。参列したアフリカ諸国の指導者らは解放闘争の英雄とたたえられたムガベに敬意を表した。ムガベのひつぎは緑、黒、黄、赤を配したジンバブエ国旗に包まれ、軍楽隊が演奏する中で競技場に運び込まれた。参列者の間からは祈りの声や太鼓の音が湧き起こったものの、埋まっていた座席は全体（6万席）の半分に満たなかった。
同年、財産目録が公開され現金1000万ドル、自動車10台、農場1か所、住宅2軒の資産が判明。資産は夫人や娘に相続されたが、後年、娘の離婚裁判を通じて目録以上の財産が残されていたことが示唆されている。

## 人物

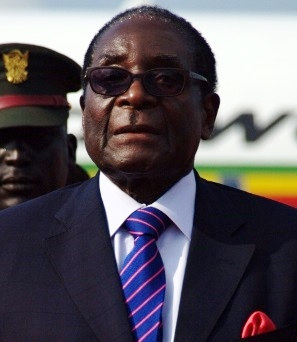
ロバート・ムガベ（2011年）

- 大統領就任当初は、ランカスターハウス協定に従い希望者の農地のみが高値で売却されるなど、白人に対する抑圧はさほどではなかったものの、軍による大量虐殺グクラフンディ（英語版）などを通じ強硬化していき、第二次コンゴ戦争派兵などで経済が疲弊すると白人が所有していた農地を強引に国有化し独立の闘士に分け与えるようになった。この逆差別的な人種差別政策の結果、ジンバブエはローデシア時代のように再び経済制裁を受けることとなり、アパルトヘイト廃止後の経済制裁解除や白人に対して融和的だったネルソン・マンデラ政権によって急速に経済成長してBRICSの1つとなる南アフリカとは対照的だった。
- 同じ黒人であっても、ジンバブエを「圧制国家」と非難したアメリカ合衆国国務長官コンドリーザ・ライスを「あのアンクル・トムの娘は、白人が黒人の真の友にはなり得ないと知るべきだ」「彼女は白人のご主人さまの声を反復しなければならない奴隷」「黒人奴隷の先祖を持つあの少女は、奴隷の歴史や、米国内で今、黒人が置かれている状況を知るべきだ。あの白人（ブッシュ大統領）は（黒人の）友達ではない」「（自分は）RICE（ライス）を LICE（シラミや寄生虫）と呼ぶのをようやく自制した」などと酷評している。「アメリカと西欧諸国は能なしの馬鹿」「コレラは旧宗主国のイギリスによってもたらされた生物兵器」「経済問題や人権問題なども米英の責任」などといった発言を残してもいる。
- 私生活でも大変な独裁者で、国民の700万人が飢餓状態であっても、常に極めて豪華な生活をしていた。例えば、120万ドルの豪華誕生パーティーを計画し[33]、ムガベ夫妻は香港の住宅街にある400万ポンド（580万ドル）の豪華な邸宅[34]を、幽霊会社を通じて買い受けていた。

## 家族

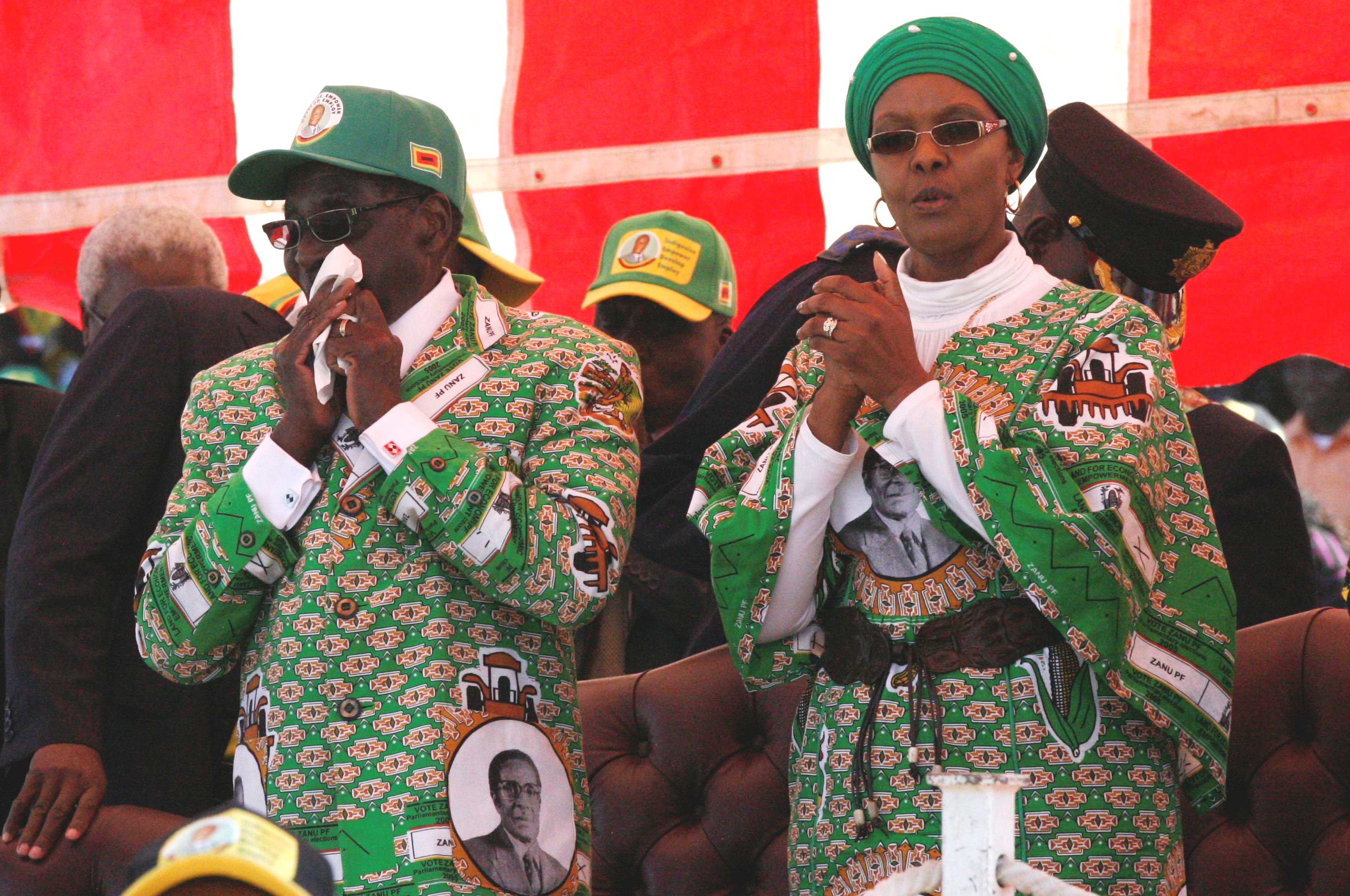
2013年、妻のグレースと

最初の妻サリー夫人とは死別。二番目の妻グレース夫人との間に長女ボナをもうけている。グレース夫人は大統領より41歳年下で、大統領府のタイピスト及び大統領の秘書を務めていた。
グレース夫人の最初の夫は、ジンバブエ空軍パイロットだった。ムガベ大統領がサリー夫人に先立たれた後、1996年にグレースは大統領と年の差結婚。グレース夫人も外交活動をしており、2007年に中国人民大学で中国語を学んで学位を取得し、2008年6月にイタリア・ローマで開かれた国連食糧農業機関主催の「食糧サミット」に出席した大統領に随行。同年7月にはエジプトで開催されたエイズに関する国際会議に出席した。
しかし夫人は、大統領同様にジンバブエ国内において独裁と人権侵害に関与しているとして、大統領や側近ともども欧米・豪州等への入国が禁止されている。ただし、それ以外の国家には引き続き入国できる。コンゴ民主共和国に夫人名義でダイヤモンド鉱山を所有しているほか、マレーシアの別荘を拠点にシンガポールや中国の香港特別行政区などに買い物旅行している。
2009年1月、香港に滞在中、宿泊先の5つ星の九龍シャングリラホテル前で写真を撮ろうとした英国人カメラマンのリチャード・ジョーンズにダイヤモンドの指輪などをはめた手で殴り掛かり、ボディーガードとともに同カメラマンに暴行を加えるという事件を起こした。同容疑で香港の警察当局が捜査しているが、夫人はジンバブエに帰国している。夫人は買い物と香港大学に偽名で留学しているボナを訪ねるため香港に来ていた。
ムガベの後継を巡って、ムガベ与党ZANU内にはグレース夫人を推す勢力があり、2014年、同夫人はZANUの女性会派の代表に就任している。また同年、同夫人はジンバブエ大学博士課程に入学したが、わずか数か月後に博士号が授与されている。博士号授与はZANUの女性会派代表就任直後であるという。会派代表の地位や博士号授与については同夫人の政界進出への道を開き、ムガベの後継者に名乗りを上げるための資格として与えられたものではないかと見られている。
一方、ZANU内にはムナンガグワ第1副大統領を支持する勢力もあり、2016年に入り両勢力間の派閥抗争が激化。2017年11月6日にムガベがムナンガグワを第1副大統領から解任し、グレースを後継に据える動きを見せたことで両者の対立は決定的となり、ムナンガグワを強く支持するジンバブエ国防軍によるクーデターを招いた。

## 日本との関係

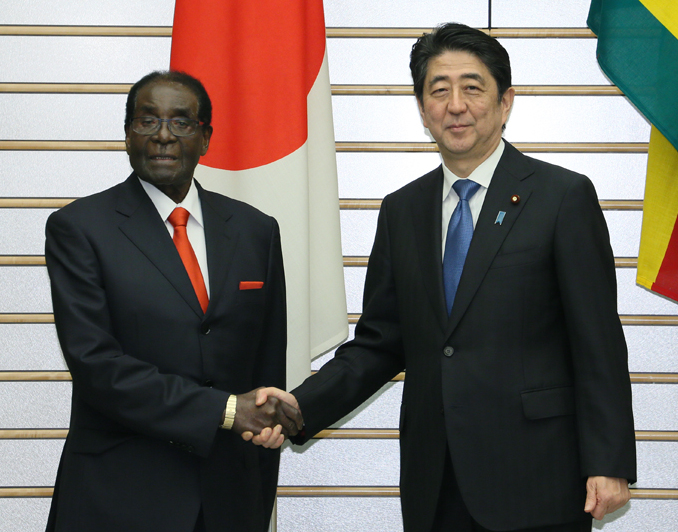
2016年3月28日、総理大臣官邸にて内閣総理大臣安倍晋三（右）と

首相時代の1981年にサリー夫人とともに初めて日本を訪れた。大統領としては4回来日しており、1989年10月には平成初の国賓として夫妻で訪日し、天皇・皇后と会見。2013年6月と2015年3月には国際会議出席のため来日している。更に2016年3月には安倍晋三首相の招待で来日した。